# Jonge harten
Jonge harten is een Nederlandse romantische dramafilm uit 1936 met geluid, in zwart-wit, onder regie van Charles Huguenot van der Linden en Heinz Josephson. Hij heeft als internationale titel Young Hearts.

## Verhaal
Tijdens de afwezigheid van haar man komt de schoonfamilie van toneelactrice Maja van Erlecom tot de conclusie dat haar zoon Robbie beter af is bij een pensionaat in Zwitserland. Ze zijn namelijk van mening dat Maja, die zich regelmatig laat fotograferen voor tijdschriften en dol is op flirten met mannen, niet in staat is haar kind op te voeden. Ze weigert dit te laten gebeuren en vlucht met haar zoon naar Texel, waar een groep jonge, levenslustige Amsterdamse studenten vakantie houdt. Onder hen bevinden zich de stoere Peter, die verliefd is op de mooie Annie en de muzikale Sip, die een oogje heeft op de kunstzinnige Hans. Peter wordt echter ook aangetrokken door de oudere Maja en ze zoenen. Annie betrapt hen en vlucht terug naar Amsterdam, waarna ze Maja's echtgenoot terug naar Texel leidt. Ondertussen verdwaalt Maja op de wadden. Peter redt haar van de verdrinkingsdood. Terug op Texel valt ze in de armen van haar echtgenoot en Annie en Peter verzoenen zich.

## Rolverdeling
| Acteur           | Personage |
| ---------------- | --------- |
| Rini Otte        | Annie     |
| Leo de Hartogh   | Peter     |
| Lizzi Dernburg   | Maja      |
| Adriaan van Hees | Hans      |
| Martha Posno     | Sip       |

Overige: Jacqueline Rooyaards-Sandberg, Kommer Kleyn en Louis de Bree.

## Trivia
- De film is uniek om zijn buitenopnames, omdat de meeste films uit de studio kwamen rond die tijd, en is kenmerkend om het vele aanraken en lichaamscontact dat in de jaren 30 al redelijk ver ging.